# Mariama Mamoudou Ittatou
Mariama Mamoudou Ittatou (* 23. Juli 1997) ist eine nigrische Sprinterin.

## Sportliche Laufbahn
Erste Erfahrungen bei internationalen Meisterschaften sammelte Mariama Mamoudou Ittatou 2016 bei den Afrikameisterschaften in Durban, bei denen sie im 400-Meter-Lauf mit 57,36 s in der ersten Runde ausschied. Dank einer Wildcard nahm sie über diese Distanz auch an den Olympischen Spielen in Rio de Janeiro teil, bei denen sie mit 54,32 s aber ebenfalls in der Vorrunde ausschied. Im Jahr darauf belegte sie bei den Spielen der Frankophonie in Abidjan in 55,22 s den sechsten Platz und 2018 gelangte sie bei den Afrikameisterschaften in Asaba im 200-Meter-Lauf bis in das Halbfinale, in dem sie mit 25,10 s ausschied, während sie über 400 Meter mit 56,52 s in der ersten Runde ausschied. Im Jahr darauf nahm sie erstmals an den Afrikaspielen in Rabat teil und schied dort mit 24,26 s bzw. 55,86 s über 200 und 400 Meter jeweils im Vorlauf aus.

## Persönliche Bestzeiten
- 200 Meter: 24,26 s (+0,4 m/s), 29. August 2019 in Rabat
- 400 Meter: 54,19 s, 20. Juli 2019 in Niamey